# Jonathan Erlich
Jonathan Dario «Yoni» Erlich (Buenos Aires, 5 d'abril de 1977) és un tennista israelià retirat d'origen argentí, especialista en la modalitat de dobles.
En el seu palmarès destaca el títol de Grand Slam de l'Open d'Austràlia 2008 junt al seu compatriota Andy Ram. Va acumular un total de 22 títols de dobles en el circuit ATP que li van permetre arribar al cinquè lloc del rànquing de dobles ATP l'any 2008. Erlich i Ram van representar Israel en els Jocs Olímpics d'Atenes de 2004, arribant als quarts de final.e els Jocs Olímpics de Pequín de 2008. També va formar part de l'equip israelià de Copa Davis en moltes edicions.
Va jugar el seu primer campionat amb 7 anys i és professional des del 1996.

## Biografia
Erlich va néixer en una família jueva a Buenos Aires (Argentina). Fill de Susana i Daniel Erlich, té dos germans més petits anomenats Ron Ami i Lesley. La seva família es va traslladar a Haifa (Israel) quan ell tenia només un any. Va començar a jugar a tennis amb tres anys i posteriorment va entrar al Wingate Institute per millorar el seu rendiment, lloc on va conèixer Andy Ram. També va jugar a futbol però als dotze anys es va centrar en el tennis.
La seva muller es diu Mor i van tenir un fill anomenat Amit.
Va crear la fundació Jewish Sports Foundation l'agost de 2007 junt a Andy Ram, establerta als Estats Units però per treballar a nivell mundial.

## Torneigs de Grand Slam

### Dobles masculins: 1 (1−0)
| Resultat  | Núm. | Any  | Torneig          | Parella  | Oponents                      | Marcador    |
| --------- | ---- | ---- | ---------------- | -------- | ----------------------------- | ----------- |
| Guanyador | 1.   | 2008 | Open d'Austràlia | Andy Ram | Arnaud Clément Michaël Llodra | 7−5, 7−6(4) |

## Palmarès

### Dobles masculins: 45 (22−23)
| Llegenda (pre/post 2009)                                 |
| -------------------------------------------------------- |
| Grand Slams (1−0)                                        |
| Tennis Masters Cup / ATP Finals (0−0)                    |
| ATP Masters Series / ATP World Tour Masters 1000 (2−4)   |
| ATP International Series Gold / ATP World Tour 500 (1−3) |
| ATP International Series / ATP World Tour 250 (18−16)    |

| Títols per superfície |
| --------------------- |
| Dura (11−20)          |
| Gespa (7−2)           |
| Terra batuda (2−1)    |
| Moqueta (2−0)         |

| Resultat  | Núm. | Data                   | Torneig                     | Superfície   | Parella              | Oponents                             | Marcador            |
| --------- | ---- | ---------------------- | --------------------------- | ------------ | -------------------- | ------------------------------------ | ------------------- |
| Guanyador | 1.   | 16 de juliol de 2000   | Newport, Estats Units       | Gespa        | Harel Levy           | Kyle Spencer Mitch Sprengelmeyer     | 7−6(2), 7−5         |
| Guanyador | 2.   | 29 de setembre de 2003 | Bangkok, Tailàndia          | Dura         | Andy Ram             | Jarkko Nieminen Andrew Kratzmann     | 6−3, 7−6(4)         |
| Guanyador | 3.   | 13 d'octubre de 2003   | Lió, França                 | Moqueta      | Andy Ram             | Nicolas Mahut Julien Benneteau       | 6−1, 6−3            |
| Finalista | 1.   | 11 de gener de 2004    | Chennai, Índia              | Dura         | Andy Ram             | Rafael Nadal Tommy Robredo           | 6−7(3), 6−4, 3−6    |
| Finalista | 2.   | 22 de febrer de 2004   | Rotterdam, Països Baixos    | Dura         | Andy Ram             | Paul Hanley Radek Štěpánek           | 7−5, 6−7(5), 5−7    |
| Guanyador | 4.   | 11 d'octubre de 2004   | Lió (2)                     | Moqueta      | Andy Ram             | Radek Štěpánek Jonas Björkman        | 7−6(2), 6−2         |
| Guanyador | 5.   | 25 de febrer de 2005   | Rotterdam                   | Dura         | Andy Ram             | Cyril Suk Pavel Vízner               | 6−4, 4−6, 6−3       |
| Guanyador | 6.   | 20 de juny de 2005     | Nottingham, Regne Unit      | Gespa        | Andy Ram             | Simon Aspelin Todd Perry             | 4−6, 6−3, 7−5       |
| Finalista | 3.   | 31 de juliol de 2005   | Los Angeles, Estats Units   | Dura         | Andy Ram             | Rick Leach Brian MacPhie             | 3−6, 4−6            |
| Finalista | 4.   | 13 d'agost de 2005     | Toronto, Canadà             | Dura         | Andy Ram             | Wayne Black Kevin Ullyett            | 7−6(5), 3−6, 0−6    |
| Finalista | 5.   | 2 d'octubre de 2005    | Bangkok                     | Dura (i)     | Andy Ram             | Paul Hanley Leander Paes             | 7−6(5), 1−6, 2−6    |
| Finalista | 6.   | 16 d'octubre de 2005   | Viena, Àustria              | Dura (i)     | Andy Ram             | Mark Knowles Daniel Nestor           | 3−5, 4−5(2)         |
| Guanyador | 7.   | 9 de gener de 2006     | Adelaida, Austràlia         | Dura         | Andy Ram             | Paul Hanley Kevin Ullyett            | 7−6(4), 7−6(10)     |
| Finalista | 7.   | 26 de febrer de 2006   | Rotterdam                   | Dura (i)     | Andy Ram             | Paul Hanley Kevin Ullyett            | 6−7(4), 6−7(2)      |
| Finalista | 8.   | 13 de maig de 2006     | Roma, Itàlia                | Terra batuda | Andy Ram             | Mark Knowles Daniel Nestor           | 4−6, 7−5, [11−13]   |
| Guanyador | 8.   | 26 de juny de 2006     | Nottingham (2)              | Gespa        | Andy Ram             | Igor Kunitsyn Dmitry Tursunov        | 6−3, 6−3            |
| Guanyador | 9.   | 28 d'agost de 2006     | New Haven, Estats Units     | Dura         | Andy Ram             | Mariusz Fyrstenberg Marcin Matkowski | 6−3, 6−3            |
| Guanyador | 10.  | 2 d'octubre de 2006    | Bangkok (2)                 | Dura         | Andy Ram             | Andy Murray Jamie Murray             | 6−2, 2−6, [10−4]    |
| Finalista | 9.   | 4 de març de 2007      | Las Vegas, Estats Units     | Dura         | Andy Ram             | Bob Bryan Mike Bryan                 | 6−7(6), 2−6         |
| Finalista | 10.  | 18 de març de 2007     | Indian Wells, Estats Units  | Dura         | Andy Ram             | Martin Damm Leander Paes             | 4−6, 4−6            |
| Finalista | 11.  | 5 d'agost de 2007      | Washington DC, Estats Units | Dura         | Andy Ram             | Bob Bryan Mike Bryan                 | 6−7(5), 6−3, [7−10] |
| Guanyador | 11.  | 19 d'agost de 2007     | Cincinnati, Estats Units    | Dura         | Andy Ram             | Bob Bryan Mike Bryan                 | 4−6, 6−3, [13−11]   |
| Guanyador | 12.  | 26 de gener de 2008    | Open d'Austràlia, Austràlia | Dura         | Andy Ram             | Arnaud Clément Michaël Llodra        | 7−5, 7−6(4)         |
| Guanyador | 13.  | 21 de març de 2008     | Indian Wells                | Dura         | Andy Ram             | Daniel Nestor Nenad Zimonjić         | 6−4, 6−4            |
| Finalista | 12.  | 3 d'agost de 2008      | Cincinnati                  | Dura         | Andy Ram             | Bob Bryan Mike Bryan                 | 6−4, 6−7(2), [7−10] |
| Guanyador | 14.  | 13 de juny de 2010     | Londres, Regne Unit         | Gespa        | Novak Đoković        | Karol Beck David Škoch               | 7−6(6), 2−6, [10−3] |
| Finalista | 13.  | 3 d'octubre de 2010    | Bangkok (2)                 | Dura (i)     | Jürgen Melzer        | Christopher Kas Viktor Troicki       | 4−6, 2−6            |
| Guanyador | 15.  | 20 de juny de 2011     | Eastbourne, Regne Unit      | Gespa        | Andy Ram             | Grigor Dimitrov Andreas Seppi        | 6−3, 6−3            |
| Guanyador | 16.  | 27 d'agost de 2011     | Winston-Salem, Estats Units | Dura         | Andy Ram             | Christopher Kas Alexander Peya       | 7−6(2), 6−4         |
| Guanyador | 17.  | 6 de maig de 2012      | Belgrad, Sèrbia             | Terra batuda | Andy Ram             | Martin Emmrich Andreas Siljeström    | 4−6, 6−2, [10−6]    |
| Finalista | 15.  | 16 de juny de 2013     | Halle, Alemanya             | Gespa        | Daniele Bracciali    | Santiago González Scott Lipsky       | 2−6, 6−7(3)         |
| Finalista | 16.  | 13 de juliol de 2014   | Newport                     | Gespa        | Rajeev Ram           | Chris Guccione Lleyton Hewitt        | 5−7, 4−6            |
| Guanyador | 18.  | 4 d'octubre de 2015    | Shenzhen, Xina              | Dura         | Colin Fleming        | Chris Guccione André Sá              | 6−1, 6−7(3), [10−6] |
| Finalista | 17.  | 21 de febrer de 2016   | Marsella, França            | Dura (i)     | Colin Fleming        | Mate Pavić Michael Venus             | 2−6, 3−6            |
| Finalista | 18.  | 13 d'agost de 2016     | Los Cabos, Mèxic            | Dura         | Ken Skupski          | Purav Raja Divij Sharan              | 6−7(4), 6−7(3)      |
| Finalista | 19.  | 14 de gener de 2017    | Auckland, Nova Zelanda      | Dura         | Scott Lipsky         | Marcin Matkowski A-u-H. Qureshi      | 6−1, 2−6, [3−10]    |
| Guanyador | 19.  | 1 d'octubre de 2017    | Chengdu, Xina               | Dura         | Aisam-ul-Haq Qureshi | Marcus Daniell Marcelo Demoliner     | 6−3, 7−6(3)         |
| Guanyador | 20.  | 22 de juliol de 2018   | Newport (2)                 | Gespa        | Artem Sitak          | Marcelo Arévalo M.Á. Reyes-Varela    | 6−1, 6−2            |
| Guanyador | 21.  | 29 de juny de 2019     | Antalya, Turquia            | Gespa        | Artem Sitak          | Ivan Dodig Filip Polášek             | 6−3, 6−4            |
| Finalista | 20.  | 29 de setembre de 2019 | Chengdu                     | Dura         | Fabrice Martin       | Nikola Čačić Dušan Lajović           | 6−7(9), 6−3, [3−10] |
| Finalista | 21.  | 9 de febrer de 2020    | Poona (2)                   | Dura         | Andrei Vasilevski    | André Göransson Christopher Rungkat  | 2−6, 6−3, [8−10]    |
| Finalista | 22.  | 28 de febrer de 2021   | Montpeller, França          | Dura (i)     | Andrei Vasilevski    | Henri Kontinen É. Roger-Vasselin     | 2−6, 5−7            |
| Guanyador | 22.  | 29 de maig de 2021     | Belgrad (2)                 | Terra batuda | Andrei Vasilevski    | André Göransson Rafael Matos         | 6−4, 6−1            |
| Finalista | 23.  | 26 de setembre de 2021 | Nursultan, Kazakhstan       | Dura (i)     | Andrei Vasilevski    | Santiago González Andrés Molteni     | 1−6, 2−6            |

## Trajectòria

### Dobles masculins
| Open d'Austràlia | A   | 1R          | 1R          | A           | 2R    | 3R          | 2R          | 3R          | G     | A           | QF          | 2R          | 1R    | 3R          | 1R          | 3R          | 1R    | 1R          | 1R          | A           | A           | A     | 1R   | 1 / 17  | 20 – 16 |
| Roland Garros | A   | A           | 1R          | A           | 3R    | A           | 2R          | 3R          | 3R    | 1R          | 2R          | 1R          | 2R    | 2R          | 3R          | A           | 2R    | 2R          | A           | A           | A           | 2R    | 1R   | 0 / 15  | 15 – 15 |
| Wimbledon | A   | 2R          | 1R          | SF          | 1R    | 3R          | 3R          | 2R          | QF    | 1R          | 1R          | 1R          | 2R    | 1R          | 1R          | SF          | 1R    | 1R          | 3R          | 1R          | NC          | 1R    | A    | 0 / 20  | 20 – 20 |
| US Open | 1R  | A           | A           | 1R          | 1R    | QF          | 3R          | 3R          | 2R    | 1R          | 2R          | 2R          | 2R    | 2R          | 1R          | 1R          | 2R    | A           | 1R          | A           | A           | 2R    | A    | 0 / 16  | 14 – 16 |
| Jocs Olímpics | A   | No celebrat | No celebrat | No celebrat | QF    | No celebrat | No celebrat | No celebrat | 1R    | No celebrat | No celebrat | No celebrat | QF    | No celebrat | No celebrat | No celebrat | A     | No celebrat | No celebrat | No celebrat | No celebrat | A     | NC   | 0 / 3   | 4 – 3   |
| ATP World Tour Finals | A   | A           | A           | A           | A     | A           | RR          | RR          | A     | A           | A           | A           | A     | A           | A           | A           | A     | A           | A           | A           | A           | A     | A    | 0 / 2   | 2 – 4   |
| Total Victòries − Derrotes                                                                                                 | 5−5 | 3−8         | 4−7         | 14−5        | 34−27 | 35−24       | 45−23       | 39−26       | 28−16 | 4−13        | 22−16       | 22−22       | 28−17 | 17−17       | 13−16       | 13−11       | 23−23 | 16−16       | 9−15        | 11−8        | 6−6         | 19−17 | 5−13 | 415–351 | 415–351 |
| Rànquing a final d'any | 110 | 100         | 130         | 33          | 29    | 15          | 13          | 18          | 11    | 190         | 45          | 50          | 49    | 62          | 87          | 49          | 51    | 78          | 101         | 73          | 70          | 63    | 412  |         |         |
| Llegenda: G: Guanyador; F: Finalista; SF: Semifinalista; QF: Quarts de final; Q: Qualificació; A: Absent; RR: Round Robin; |     |             |             |             |       |             |             |             |       |             |             |             |       |             |             |             |       |             |             |             |             |       |      |         |         |

### Dobles mixts
| Open d'Austràlia | SF | A  | A | A  | A | A | A | A  | A  | 0 / 1 | 3 – 1 |
| Roland Garros | A  | A  | A | A  | A | A | A | A  | A  | 0 / 0 | 0 – 0 |
| Wimbledon | A  | A  | A | A  | A | A | A | QF | 2R | 0 / 2 | 3 – 2 |
| US Open | 1R | 1R | A | 2R | A | A | A | A  | A  | 0 / 3 | 1 – 3 |
| Llegenda: G: Guanyador; F: Finalista; SF: Semifinalista; QF: Quarts de final; Q: Qualificació; A: Absent; RR: Round Robin; |    |    |   |    |   |   |   |    |    |       |       |